# واهمه‌های بی‌نام‌ونشان
واهمه‌های بی‌نام‌ونشان ششمین مجموعه داستان نویسنده معاصر غلامحسین ساعدی است که در سال ۱۳۴۶ توسط انتشارات نیل منتشر شد. این مجموعه شامل شش داستان کوتاه به نام‌های دو برادر، سعادت‌نامه، گدا، خاکسترنشین‌ها، تب و آرامش در حضور دیگران می‌شود. فیلم آرامش در حضور دیگران (۱۳۵۱) به کارگردانی ناصر تقوایی، اقتباسی است از داستان آخر این مجموعه.